# Circolo della caccia (Roma)
Il Circolo della Caccia è un club per gentiluomini che riunisce rappresentanti dell'aristocrazia romana ed italiana. È considerato tra i più esclusivi d'Italia.
Il Circolo è tradizionalmente legato all' aristocrazia bianca, a differenza del Nuovo Circolo degli Scacchi, feudo dell'aristocrazia nera papalina.

## Circoli esteri collegati
Avendo carattere nazionale, il sodalizio ha stretto, negli anni, accordi di reciprocitá esclusivamente con circoli esteri. In Italia, il Circolo della Caccia appartiene all'Unione Circoli Italiani.
I circoli stranieri collegati sono:
- Jockey Club (Parigi)
- Knickerbocker Club (New York)
- Boodle’s (Londra)
- Brooks’s Club (Londra)
- Turf Club (Lisbona)
- Cercle Royal du Parc (Bruxelles)
- Jockey Club für Österreich (Vienna)
- Turf Club (Londra)
- Círculo de Armas (Buenos Aires)
- Haagsche Club Plaats Royaal (l’Aja)
- Metropolitan Club (Washington)
- Nuevo Club (Madrid)
- Kildare Street & University Club (Dublino)
- Nya Sällskapet (Stoccolma)
- Tokyo Club (Tokyo)
- Australian Club (Sidney)
- Philadelphia Club (Philadelphia)

## La sede
Il Sodalizio, nato a Novembre del 1869, ha avuto sede dal 1922 al piano nobile del seicentesco Palazzo Borghese, che si erge nel vecchio rione di Campo Marzio.

## Attività
Il circolo conta 700 soci suddivisi tra soci d'onore, soci fondatori e soci esteri. Tra gli altri, il re Filippo VI di Spagna, il re Carlo III del Regno Unito e il principe Alberto II di Monaco.
Gli appuntamenti fissi sono la serata del cinghiale a fine febbraio, il pranzo degli auguri di Natale e le presentazioni dei nuovi soci con il discorso del più giovane a fine serata. Il sodalizio partecipa inoltre a numerose manifestazioni sportive distinguendosi nella pratica del polo, della vela, del tiro al piattello e nello sci.

## Altri circoli esclusivi
Simile organizzazione e finalità ed esclusività di appartenenza riservata solo alle élite sociali si riscontrano nel menzionato Nuovo circolo degli scacchi, nei Circoli dell'Unione a Napoli, Milano, Firenze, Catania, ed altre ancora come la Società del Whist - Accademia Filarmonica di Torino.